# Francesco Soriano
Francesco Soriano (nebo Suriano) (1549 Soriano nel Cimino – 1621 Řím) byl italský skladatel.

## Život
Jako mnoho jeho současníků, kteří neměli slavná rodová jména, přijal jméno místa svého narození. V patnácti letech se přestěhoval do Říma, kde byl uveden mezi „putti cantori“ bazilice sv. Jana v Lateráně. V následujících letech byl jeho učitelem nejprve Giovanni Maria Nanino a poté sám Giovanni Pierluigi da Palestrina, který považoval Soriana za jednoho ze svých nejlepších žáků. Byl vysvěcen na kněze a od roku 1580 působil jako maestro di cappella v kostele San Luigi dei Francesi.
V roce 1581 odešel do Mantovy, kde přijal místo u dvora Gonzagů. V roce 1586 se vrátil do Říma a působil postupně v kostele San Luigi dei Francesi (1581), v jedné z kaplí baziliky Santa Maria Maggiore (1587) a v bazilice sv. Jana v Lateráně (1589). Po krátkém působení v katedrále v Tivoli se vrátil do Říma a až do svého odchodu do důchodu působil jako ředitel Cappella Giulia v bazilice svatého Petra.

## Dílo
- Primo libro dei madrigali a 5 voci, Benátky 1581;
- Secondo libro dei madrigali a 5 voci, Řím 1592;
- Motectorum quae 8 voces concinuntur, Řím 1597;
- Libro dei madrigali a 4 e 6 voci, Řím 1601;
- Secondo libro dei madrigali a 4 voci, Řím 1602;
- Missarum liber primus, Řím 1609;
- Canoni et obblighi di 110 sorte sull'Ave maris stella, Řím 1609;
- Editio Medicea del graduale romano (společně s F. Aneriem), 1614;
- Psalmi et motecta quae 8.12.16 voces concinuntur, liber secundus, Benátky 1616;
- Villanelle a 3 voci, 1617 (ztraceno);
- Passio D. N. Jesu, secundum quatuor evangelistas, 1619;